# Medalla dels Treballadors Veterans
La Medalla dels Treballadors Veterans (rus:медаль «Ветеран труда») és una medalla soviètica, creada per Leonid Bréjnev el 18 de gener de 1974 i atorgada per la llarga tasca realitzada en els camps de l'economia nacional, en la recerca, la ciència, la cultura, la sanitat i l'educació pública en institucions de l'Estat i Organitzacions Públiques durant un llarg període. La reben els obrers, els camperols i treballadores pels seus mèrits laborals en aconseguir la pensió pel llarg servei o la vellesa.
Instituïda pel Decret de la Presidència del Soviet Suprem de l'URSS del 18 de gener de 1974 (publicat al Butlletí del Soviet Suprem de l'URSS nº4 de 1974). La descripció de la medalla es va modificar lleugerament pel decret de 29 d'abril de 1974.
La seva concessió és feta en nom de la Presidència del Consell Superior de l'URSS, a través de les presidències dels Soviets locals i les repúbliques autònomes, els comitès executius territorials i regionals, així com els consells de les ciutats de Moscou, Leningrad i Kíev. Les peticions per a la seva concessió es realitzaven a través de l'administració, les organitzacions del Partit i sindicals de les empreses, els establiments i les organitzacions, els orgues regionals o de la ciutat. Es concedia en el lloc de feina del condecorat.
Penja a l'esquerra del pit i se situa després de la Medalla per la Tasca Meritòria durant la Gran Guerra Patriòtica de 1941-1945.
L'autor de la medalla va ser el pintor S.A. Pomanskij.
D'acord amb el Decret del Soviet Suprem de 25 de setembre de 1974, s'atorgava el dret de concedir la medalla al Ministre de Defensa de l'URSS (i subordinats) als obrers i treballadores de les empreses, organitzacions, establiments, unitats militats, del Ministeri de l'Interior de l'URSS i del KGB.
Pel decret del 8 de juliol de 1977, es concedia la medalla als soldats i als membres de les estructures de comandament que hagin servit conscienciosament, per arribar a l'antiguitat necessària per a l'assignació de la pensió pel llarg servei o la vellesa.
Va ser atorgada sobre unes 39.197.000 vegades.
Juntament amb la medalla s'atorgava un certificat acreditatiu.

## Disseny
És una medalla de 34 mm platejada. A l'anvers apareixen uns raigs al fons, sobre els quals apareixen les lletres "CCCP", amb la imatge en relleu al damunt de la falç i el martell i una branca de llorer. A la part inferior hi ha una cinta amb la inscripció "ВЕТЕРАН ТРУДА" (Veterà del Treball). El fons de la medalla és en plata rovellada.
El revers és en mate clar, i apareix la inscripció "ЗА ДОЛГОЛЕТНИЙ ДОБРОСОВЕСТНЫЙ ТРУД" (Pel llarg i honest treball).
Es suspèn d'un galó pentagonal de 24mm d'ample. amb una franja gris clar al mig de 8mm d'ample. A la punta esquerra hi ha una franja gris fosc de 7 mm i a la punta dreta hi ha 3 franges vermelles de 3 mm separades per una petita franja blanca.